# Lucio Cornelio Escipión (pretor)
Lucio Cornelio P.f. P.n. Escipión (fl. 174 a. C.), pretor romano en 174 a. C., fue el hijo menor de Escipión el Africano, el gran general y hombre de estado romano, y su esposa Emilia. Era hijo y nieto de cónsules romanos, pero su propia vida personal y carrera política se vio limitada por sus hábitos disolutos y posiblemente su continua mala salud.[cita requerida]

## Primeros años
No se sabe nada de los primeros años de Lucio, excepto que nació durante la segunda guerra púnica. Si sus padres se casaron alrededor del año 212 a. C. (posiblemente antes o después), y si él tuvo un hermano mayor, probablemente nació alrededor del año 210 a. C. o 209 a. C. cuando su padre ya estaba en Hispania. En ese caso, habría pasado toda su niñez viendo poco a su padre, que estaba ganado territorios para Roma en Hispania y luego derrotó a Aníbal en Zama.
Lucio destaca sobre todo por ser el hijo, a quien no se designa por su nombre, que fue capturado por los piratas alrededor del año 192 a. C. Este hijo fue liberado sin rescate por Antíoco III de Siria antes de la batalla de Magnesia (190 a. C.).[cita requerida] El hecho de que Escipión no pagara ningún rescate por la liberación de su hijo le causaría problemas políticos en el Senado dos años más tarde.
Es posible que Lucio aprendiera en Siria los hábitos disolutos y el estilo de vida que lo marcarían durante el resto de su vida.

## Vida posterior
En 174 a. C., fue elegido pretor con la ayuda del anterior escriba de su padre, Cayo Cicereyo, para entonces, un liberto considerablemente rico.  Sin embargo, en el mismo año, fue expulsado por el Senado, en un punto bajo para los Escipiones.[cita requerida]
La fecha de su muerte se desconoce, pero probablemente murió entre 174 a. C. y 170 a. C. Es posible que su muerte, que dejó a su hermano sin herederos masculinos, obligó a su hermano Publio a adoptar a su propio primo carnal como heredero. Este hijo adoptivo sería Escipión Emiliano.